# 王俊 (成化進士)
王俊（？—？），字世美，福建福州府闽县人，明朝政治人物、進士出身。

## 生平
天順六年，福建壬午乡试中舉。成化二年，登丙戌科會試中進士，后升任户部员外郎，袁州府知府，弘治十一年三月升廣東布政司右參政。